# Keith Haring
Keith Allen Haring (Reading, Pensilvania, 4 de mayo de 1958 - Nueva York, Nueva York, 16 de febrero de 1990) fue un artista y activista social estadounidense cuyo arte pop surgió de la subcultura neoyorquina del grafiti de la década de 1980. Sus características imágenes "se han convertido en un lenguaje visual ampliamente reconocido". Gran parte de su obra emplea alusiones sexuales convertidas en activismo social al ser utilizadas para reivindicar el sexo seguro y la concienciación sobre el sida. Además de exposiciones individuales en galerías, también participó en renombradas exposiciones colectivas nacionales e internacionales, como la documenta de Kassel, la Whitney Biennial de Nueva York, la Bienal de São Paulo y la Bienal de Venecia. El Museo Whitney organizó una retrospectiva de su obra en 1997.
La popularidad de Haring creció a partir de sus espontáneos dibujos en el metro de Nueva York: contornos de tiza de figuras, perros y otras imágenes estilizadas sobre espacios publicitarios vacíos. Tras obtener el reconocimiento del público, creó coloridos murales a mayor escala, muchos de ellos por encargo. Realizó más de 50 obras de arte público entre 1982 y 1989, muchas de ellas creadas voluntariamente para hospitales, guarderías y escuelas. En 1986, abrió la Pop Shop, una tienda que funcionaba como prolongación de su obra y que buscaba hacerla accesible para el gran público. Sus últimas obras transmitían a menudo temas políticos y sociales (anti-crack, anti-apartheid, sexo seguro, homosexualidad y sida) a través de su propia iconografía.
Haring murió de complicaciones relacionadas con el sida el 16 de febrero de 1990. En 2014, fue uno de los homenajeados inaugurales en el Rainbow Honor Walk de San Francisco, un paseo de la fama que destaca a las personas LGBTQ que han "hecho contribuciones significativas en sus campos". En 2019, fue uno de los 50 "pioneros y héroes" estadounidenses incluidos en la inauguración del National LGBTQ Wall of Honor dentro del Monumento Nacional Stonewall en el Stonewall Inn de Nueva York.

## Biografía

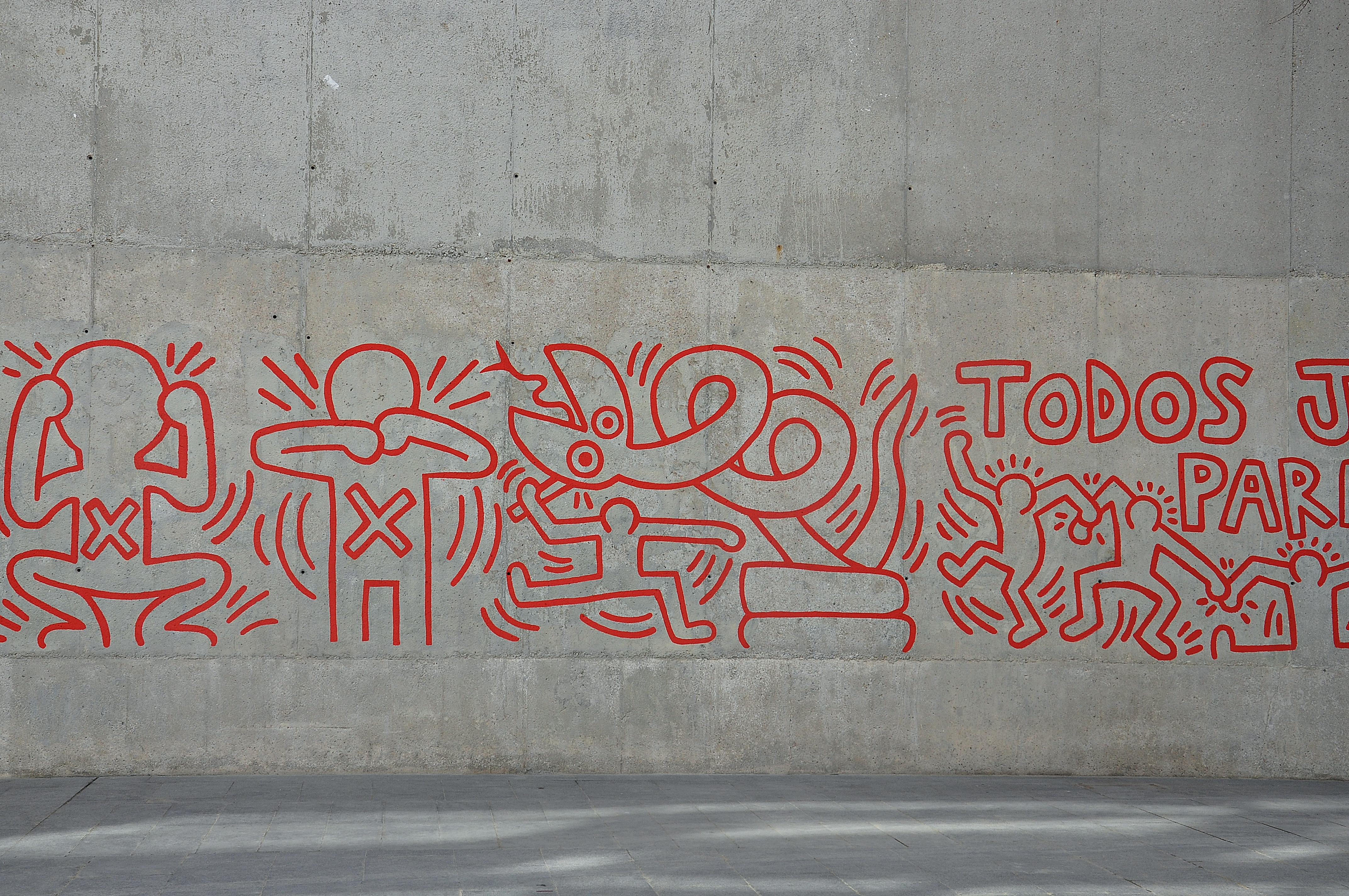
Mural «Todos juntos podemos parar el sida» (1989), en El Raval de Barcelona.

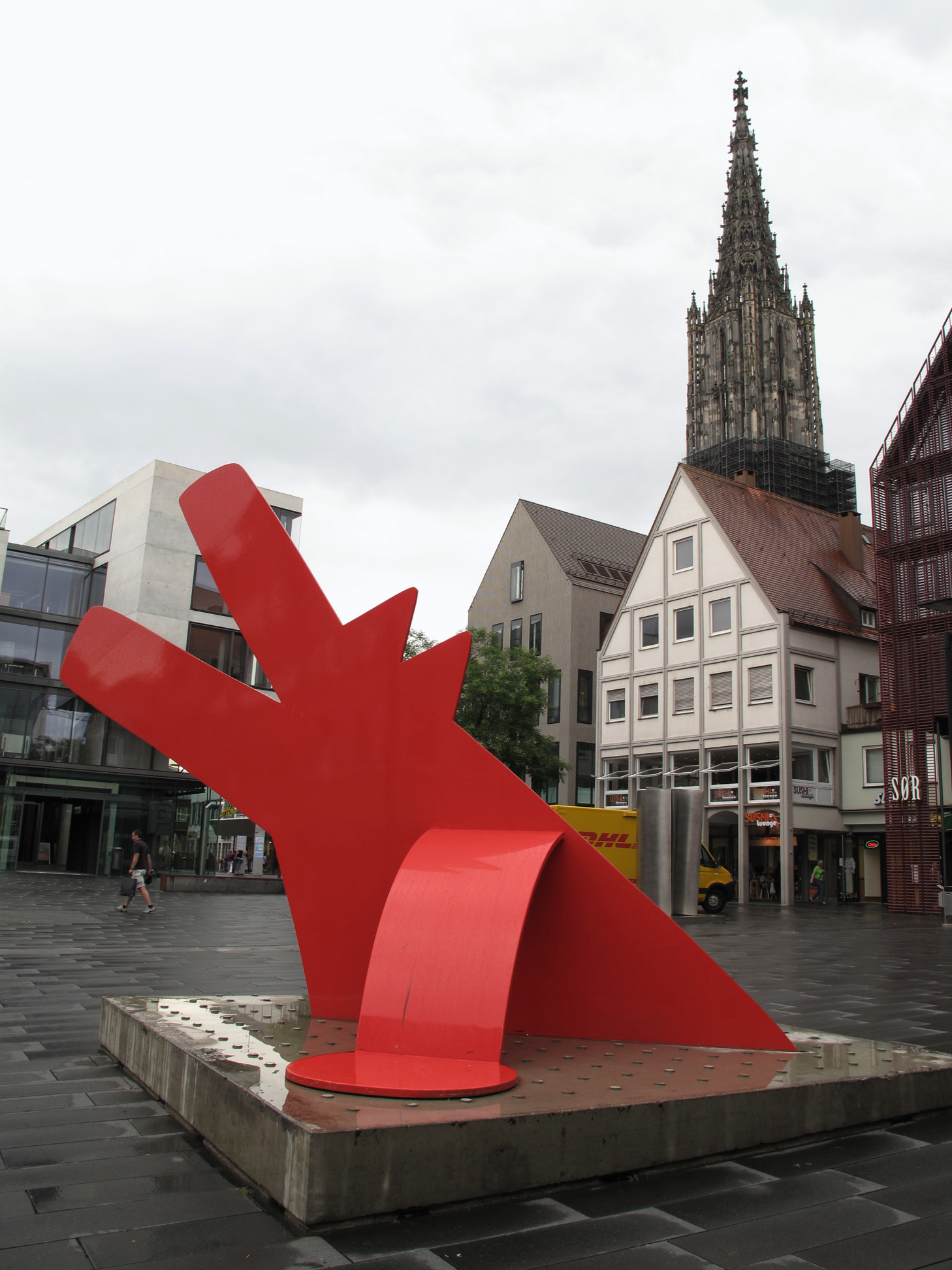
Perro rojo (1985), escultura ubicada en Ulm, Baden-Wurtemberg, Alemania.

Nacido en Reading (Pensilvania) en 1958, creció en los 60 en una familia de clase media, influenciado por Walt Disney y su padre, un caricaturista aficionado. Estudió arte en la Ivy School of Art de Pittsburgh y posteriormente continuó sus estudios en la Escuela de Artes Visuales de Nueva York. En la Escuela de Artes Visuales de Nueva York, Haring estudió semiótica, la ciencia de los signos, y descubrió que las imágenes pueden funcionar como palabras. «Los dibujos se habían convertido casi en un vocabulario», dijo Haring.
En 1980 comenzó a hacer grafitis, dibujando con rotulador imágenes similares a dibujos animados sobre anuncios en el metro de Nueva York. Más tarde le siguieron unas historietas dibujadas con tiza blanca sobre los paneles negros del metro reservados para publicidad. Haring mencionó: «Por accidente noté en el metro un panel negro que estaba vacío. Yo tomaba el metro casi a diario para ir al trabajo, vi este panel negro e inmediatamente pensé que ese era el lugar perfecto para dibujar». Fue arrestado en varias ocasiones por dañar la propiedad pública. Su primera exposición individual fue en la galería Tony Shafrazi de Nueva York en 1982. Su trabajo artístico entre 1982 y 1989 está documentado en los miles de fotos que realizó Tseng Kwong Chi. En 1984, las fotos se mostraron junto con obras de Haring en la inauguración de la nueva sede que la Galería Semaphore en el East Village neoyorquino. La exposición se titulaba Art in Transit (en español: Arte en tránsito).
En 1986 pintó un trozo del muro de Berlín. En ese mismo año, abrió la boutique Pop Shop, donde vendía sus productos. En 1989 creó la Fundación Keith Haring, cuyo objetivo es luchar por la solución de los problemas sociales. Murió por complicaciones relacionadas con el sida en Nueva York el 16 de febrero de 1990.

## Obras
Keith Haring intentó combinar en su obra el arte, la música y la moda, rompiendo barreras entre estos campos. La típica iconografía de sus sencillos dibujos incluye animales y figuras danzando, perros, bebés gateando, pirámides, televisores, teléfonos y platillos volantes.
Artistas como Haring buscaban hacer imágenes que fueran accesibles, sencillas y lo suficientemente genéricas para que pudieran ser aceptadas por cualquiera sin intervención crítica.
A Keith Haring también se le encargó construir varias esculturas, una de las cuales fue colocada en un hospital para niños en Long Island. Haring creía que las esculturas debían relacionarse con su entorno: «Pienso que las esculturas públicas deberían funcionar de un modo que trabaje con el lugar donde se encuentran, en vez de simplemente posar, deberían funcionar en armonía con el entorno donde son colocadas». Muchas de sus esculturas fueron hechas con la intención de que la gente pudiera sentarse en ellas, trepar por ellas o usarlas para comer bajo su sombra.
A pesar de que el contenido «ideológico» dibujado por Haring es premeditado, el proceso creativo es estrictamente intuitivo. No hay un bosquejo, no hay preparación preliminar. Haring empieza y termina sin preparación. Él afirmó: «Tú mismo te estás expresando siendo como eres, ya sea con completa exactitud o haciendo desviaciones más humanas… pero seguirá teniendo esa consistencia que es tan consistente como lo eres tú como persona».